# Hannah Smith
Hannah Smith (7 januari 1856 – 10 januari 1966) was een Britse supereeuwelinge en de op één na oudste levende persoon ter wereld, na Narcissa Rickman (1855-1968).

## Levensloop
Smith werd geboren in 1856. Ze vierde 99 jaar lang haar verjaardag op 6 januari. Een ambtenaar die voor de Britse koningin de felicitatielijst voor 100-jarigen moest opstellen, ontdekte echter dat Smith op de 7e was geboren.
Smith was naailerares en woonde de laatste vijf jaar van haar leven in een bejaardentehuis. Op haar 110e verjaardag werd Smith ziek, en drie dagen later overleed zij.
Lange tijd werd gedacht dat ze de oudste mens ter wereld was sinds het overlijden van William Fullingim op 6 augustus 1965. Uiteindelijk zou blijken dat Narcissa Rickman, geboren op 13 september 1855, voldoende bewijs had waarmee haar leeftijdsclaim gevalideerd kon worden.